# NRL 2012
Die NRL 2012 war die fünfzehnte Saison der National Rugby League, der australisch-neuseeländischen Rugby-League-Meisterschaft. Den ersten Tabellenplatz nach Ende der regulären Saison belegten die Canterbury-Bankstown Bulldogs, die im Finale gegen die Melbourne Storm verloren. Diese gewannen damit zum zweiten Mal die NRL.

## Tabelle
|      | Team                          | Spiele | Siege | Unent. | Ndlg. | Spiel- punkte | Diff. | Tabellen- punkte |
| ---- | ----------------------------- | ------ | ----- | ------ | ----- | ------------- | ----- | ---------------- |
| 01.  | Canterbury-Bankstown Bulldogs | 24     | 18    | 0      | 6     | 568:369       | + 199 | 40               |
| 02.  | Melbourne Storm               | 24     | 17    | 0      | 7     | 579:361       | + 218 | 38               |
| 03.  | South Sydney Rabbitohs        | 24     | 16    | 0      | 8     | 559:438       | + 121 | 36               |
| 04.  | Manly-Warringah Sea Eagles    | 24     | 16    | 0      | 8     | 497:403       | + 94  | 36               |
| 05.  | North Queensland Cowboys      | 24     | 15    | 0      | 9     | 597:445       | + 152 | 34               |
| 06.  | Canberra Raiders              | 24     | 13    | 0      | 11    | 545:536       | + 9   | 30               |
| 07.  | Cronulla-Sutherland Sharks    | 24     | 12    | 1      | 11    | 445:441       | + 4   | 29               |
| 08.  | Brisbane Broncos              | 24     | 12    | 0      | 12    | 481:447       | + 34  | 28               |
| 09.  | St. George Illawarra Dragons  | 24     | 11    | 0      | 13    | 405:438       | - 33  | 26               |
| 010. | Wests Tigers                  | 24     | 11    | 0      | 13    | 506:551       | - 45  | 26               |
| 011. | Gold Coast Titans             | 24     | 10    | 0      | 14    | 449:477       | - 28  | 24               |
| 012. | Newcastle Knights             | 24     | 10    | 0      | 14    | 448:488       | - 40  | 24               |
| 013. | Sydney Roosters               | 24     | 8     | 1      | 15    | 462:626       | - 164 | 21               |
| 014. | New Zealand Warriors          | 24     | 8     | 0      | 16    | 497:609       | - 112 | 20               |
| 015. | Penrith Panthers              | 24     | 8     | 0      | 16    | 409:575       | - 166 | 20               |
| 016. | Parramatta Eels               | 24     | 6     | 0      | 18    | 431:674       | - 243 | 16               |

- Da in dieser Saison jedes Team zwei Freilose hatte, wurden nach der Saison zur normalen Punktezahl noch 4 Punkte dazugezählt.

## Playoffs

### Ausscheidungs/Qualifikationsplayoffs
| 7. September 19:45 | Canterbury-Bankstown Bulldogs | 16 : 10 | Manly-Warringah Sea Eagles | ANZ Stadium, Sydney Zuschauer: 36.420 Schiedsrichter: Ben Cummins, Ashley Klein |
| 7. September 19:45 | (6:10) Bericht                |         |                            | ANZ Stadium, Sydney Zuschauer: 36.420 Schiedsrichter: Ben Cummins, Ashley Klein |

| 8. September 17:45 | Melbourne Storm | 24 : 6 | South Sydney Rabbitohs | AAMI Park, Melbourne Zuschauer: 19.750 Schiedsrichter: Shayne Hayne, Jason Robinson |
| 8. September 17:45 | (18:0) Bericht  |        |                        | AAMI Park, Melbourne Zuschauer: 19.750 Schiedsrichter: Shayne Hayne, Jason Robinson |

| 8. September 19:45 | North Queensland Cowboys | 33 : 16 | Brisbane Broncos | Dairy Farmers Stadium, Townsville Zuschauer: 21.307 Schiedsrichter: Matt Cecchin, Gerard Sutton |
| 8. September 19:45 | (18:0) Bericht           |         |                  | Dairy Farmers Stadium, Townsville Zuschauer: 21.307 Schiedsrichter: Matt Cecchin, Gerard Sutton |

| 9. September 16:00 | Canberra Raiders | 34 : 16 | Cronulla-Sutherland Sharks | Canberra Stadium, Canberra Zuschauer: 24.450 Schiedsrichter: Tony Archer, Chris James |
| 9. September 16:00 | (16:6) Bericht   |         |                            | Canberra Stadium, Canberra Zuschauer: 24.450 Schiedsrichter: Tony Archer, Chris James |

### Viertelfinale
| 14. September 19:45 | Manly-Warringah Sea Eagles | 22 : 12 | North Queensland Cowboys | Allianz Stadium, Sydney Zuschauer: 16.678 Schiedsrichter: Shayne Hayne, Ben Cummins |
| 14. September 19:45 | (12:6) Bericht             |         |                          | Allianz Stadium, Sydney Zuschauer: 16.678 Schiedsrichter: Shayne Hayne, Ben Cummins |

| 15. September 19:45 | South Sydney Rabbitohs | 38 : 16 | Canberra Raiders | ANZ Stadium, Sydney Zuschauer: 35.874 Schiedsrichter: Tony Archer, Matt Cecchin |
| 15. September 19:45 | (20:10) Bericht        |         |                  | ANZ Stadium, Sydney Zuschauer: 35.874 Schiedsrichter: Tony Archer, Matt Cecchin |

### Halbfinale
| 21. September 19:45 | Melbourne Storm | 40 : 12 | Manly-Warringah Sea Eagles | AAMI Park, Melbourne Zuschauer: 25.543 Schiedsrichter: Matt Cecchin, Tony Archer |
| 21. September 19:45 | (12:6) Bericht  |         |                            | AAMI Park, Melbourne Zuschauer: 25.543 Schiedsrichter: Matt Cecchin, Tony Archer |

| 22. September 19:45 | Canterbury-Bankstown Bulldogs | 32 : 8 | South Sydney Rabbitohs | ANZ Stadium, Sydney Zuschauer: 70.354 Schiedsrichter: Shayne Hayne, Ben Cummins |
| 22. September 19:45 | (16:8) Bericht                |        |                        | ANZ Stadium, Sydney Zuschauer: 70.354 Schiedsrichter: Shayne Hayne, Ben Cummins |

### Grand Final
| 30. September 2012 17:00 | Canterbury-Bankstown Bulldogs | 4 : 14         | Melbourne Storm                                                                             | ANZ Stadium, Sydney Zuschauer: 82.976 Schiedsrichter: Tony Archer, Ben Cummins |
| 30. September 2012 17:00 | Versuche: Perrett 25. n.erh.  | (4:14) Bericht | Versuche: Ryan Hoffman 7. n.erh. Slater 32. erh. O’Neill 39. n.erh. Erhöhungen: Smith (1/3) | ANZ Stadium, Sydney Zuschauer: 82.976 Schiedsrichter: Tony Archer, Ben Cummins |

| 1                  | Ben Barba       |
| 2                  | Sam Perrett     |
| 3                  | Josh Morris     |
| 4                  | Krisnan Inu     |
| 5                  | Jonathan Wright |
| 6                  | Josh Reynolds   |
| 7                  | Kris Keating    |
| 8                  | Aiden Tolman    |
| 9                  | Michael Ennis   |
| 10                 | Sam Kasiano     |
| 11                 | Frank Pritchard |
| 12                 | Josh Jackson    |
| 13                 | Greg Eastwood   |
| Auswechselspieler: |                 |
| 14                 | James Graham    |
| 15                 | Dale Finucane   |
| 16                 | Corey Payne     |
| 17                 | David Stagg     |

| 1                  | Billy Slater     |
| 2                  | Sisa Waqa        |
| 3                  | Dane Nielsen     |
| 4                  | Will Chambers    |
| 5                  | Justin O’Neill   |
| 6                  | Gareth Widdop    |
| 7                  | Cooper Cronk     |
| 8                  | Jesse Bromwich   |
| 9                  | Cameron Smith    |
| 10                 | Bryan Norrie     |
| 11                 | Kevin Proctor    |
| 12                 | Ryan Hoffman     |
| 13                 | Todd Lowrie      |
| Auswechselspieler: |                  |
| 14                 | Sika Manu        |
| 15                 | Ryan Hinchcliffe |
| 16                 | Jaiman Lowe      |
| 17                 | Richard Fa'aoso  |

## Statistik
Meiste erzielte Versuche
|    | Name              | Versuche | Verein                        |
| -- | ----------------- | -------- | ----------------------------- |
| 1. | Ben Barba         | 22       | Canterbury-Bankstown Bulldogs |
| 2. | Ashley Graham     | 21       | North Queensland Cowboys      |
| 3. | Akuila Uate       | 18       | Newcastle Knights             |
| 4. | Josh Morris       | 17       | Canterbury-Bankstown Bulldogs |
| 4. | Andrew Everingham | 17       | South Sydney Rabbitohs        |

Meiste erzielte Punkte
|    | Name               | Punkte | Verein                     |
| -- | ------------------ | ------ | -------------------------- |
| 1. | Jarrod Croker      | 226    | Canberra Raiders           |
| 2. | Adam Reynolds      | 208    | South Sydney Rabbitohs     |
| 3. | Johnathan Thurston | 192    | North Queensland Cowboys   |
| 4. | Jamie Lyon         | 190    | Manly-Warringah Sea Eagles |
| 5. | Benji Marshall     | 167    | Wests Tigers               |